# Palanpur
Palanpur ist eine Stadt mit etwa 142.000 Einwohnern (Volkszählung 2011) im indischen Bundesstaat Gujarat. Sie ist Verwaltungssitz des Distrikts Banaskantha.

## Geschichte
Palanpur war Hauptstadt des früheren Fürstenstaates Palanpur. Die Ursprünge der Stadt gehen wohl bis ins 7. Jahrhundert zurück, als ein sagenhafter früher besiedelter Ort namens Pralhadan Patan erneut besiedelt wurde. Im 14. Jahrhundert fiel die Stadt an die paschtunische Jhalori-Dynastie. Sie wurde 1750 mit einer 5 Kilometer langen Mauer befestigt, von der nur ein Stadttor erhalten ist. Seit 1809/17 gehörte sie zum britischen Protektorat Palanpur, das mit der Unabhängigkeit Indiens 1947 zum Bundesstaat wurde. Dieser wurde 1949 aufgelöst und fiel an den Bundesstaat Bombay; später kam die Stadt zum Bundesstaat Gujarat.

## Sehenswürdigkeiten
- Stufenbrunnen Mithi Vav
- Mira Gate, altes Stadttor
- Kirti Stambh, 22 Meter hoher Erinnerungsturm an die Jhalori-Dynastie im traditionell-eklektischen Stil (1918)
- Jorawar-Palast (1936)